# Dolomiti di Zoldo
Le Dolomiti di Zoldo (dette anche Dolomiti Sud-orientali o Dolomiti Agordine) sono uno dei gruppi montuosi che formano le Dolomiti, poste in Provincia di Belluno (Regione Veneto, Italia), costituendo la parte sud-orientale delle Dolomiti: prendono il nome dalla Val di Zoldo intorno alla quale maggiormente si sviluppano, con la vetta più alta rappresentata dal Monte Civetta che raggiunge i 3.220 m s.l.m..

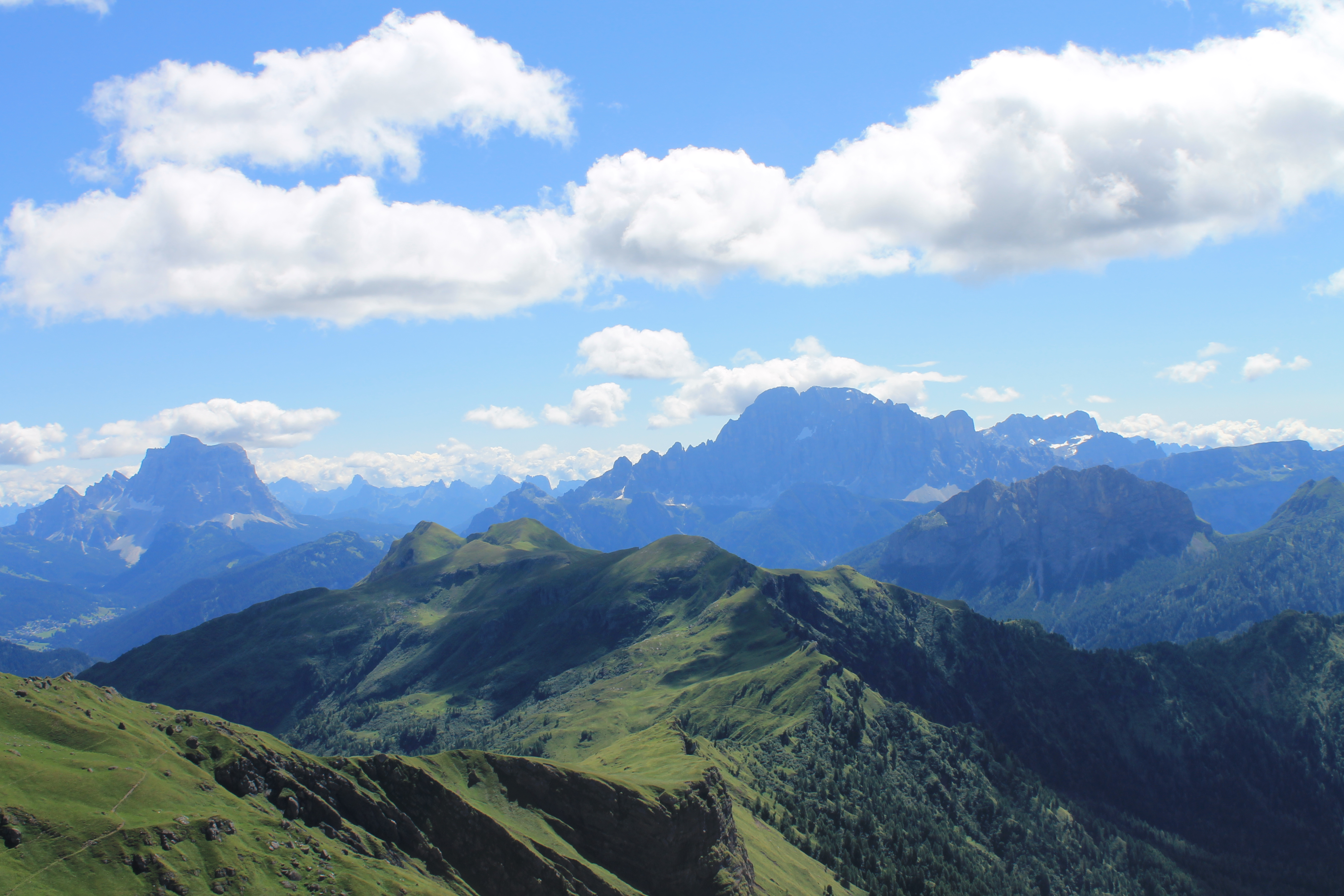
Dolomiti di Zoldo viste dal Bivacco Bontadini

## Delimitazioni
Confinano:

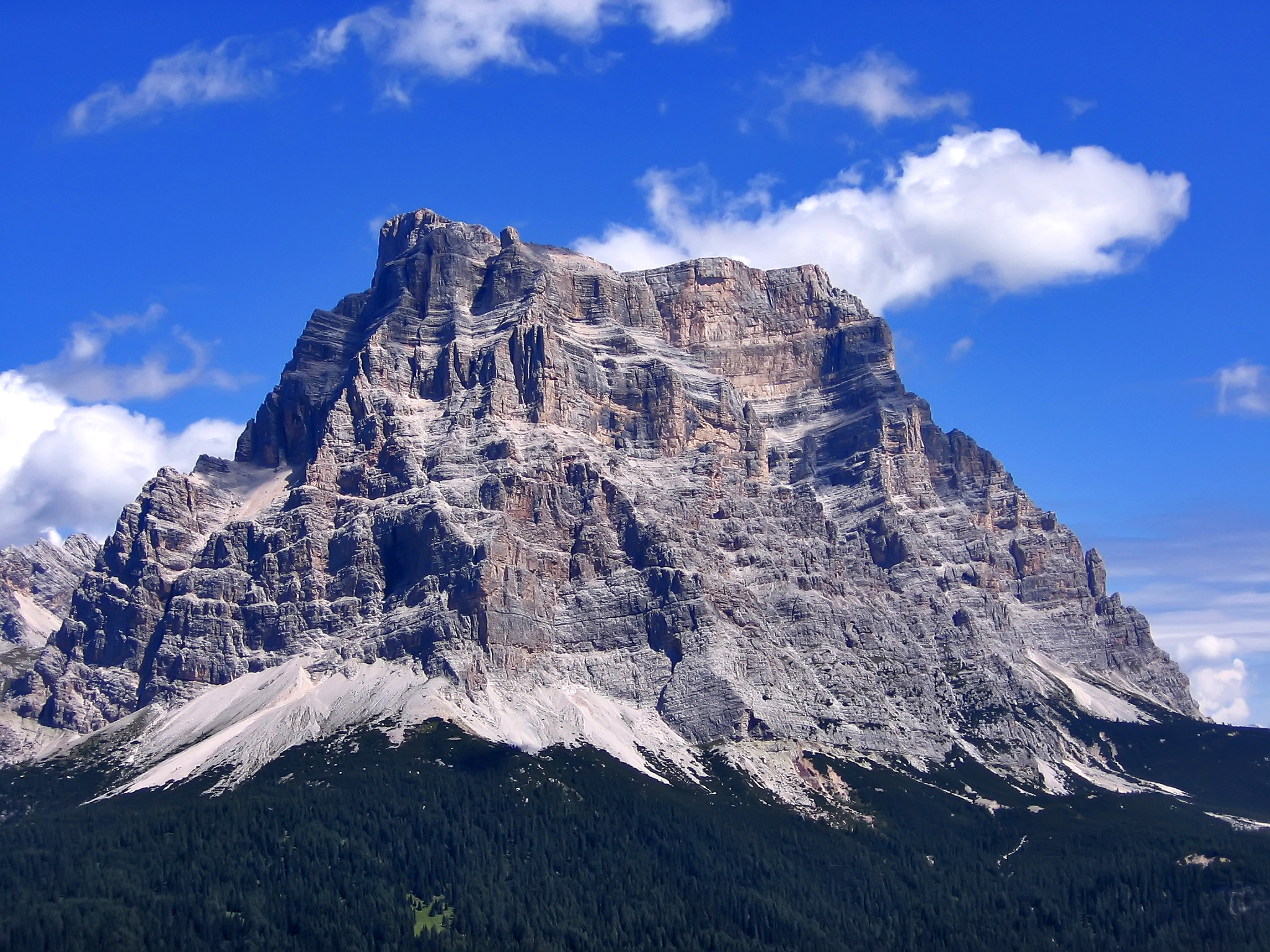
Monte Pelmo

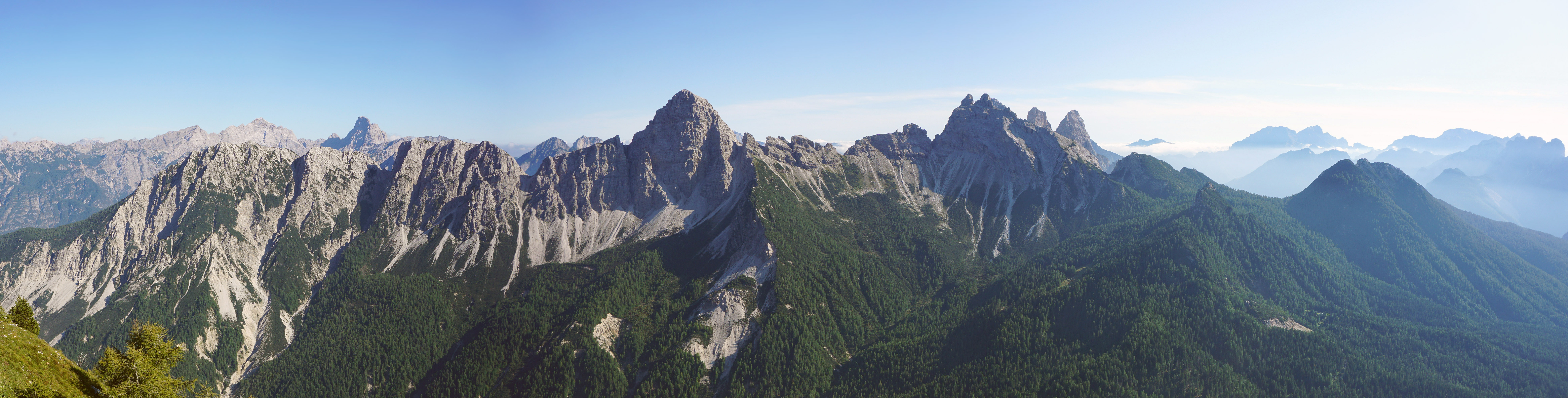
Gruppo del Bosconero

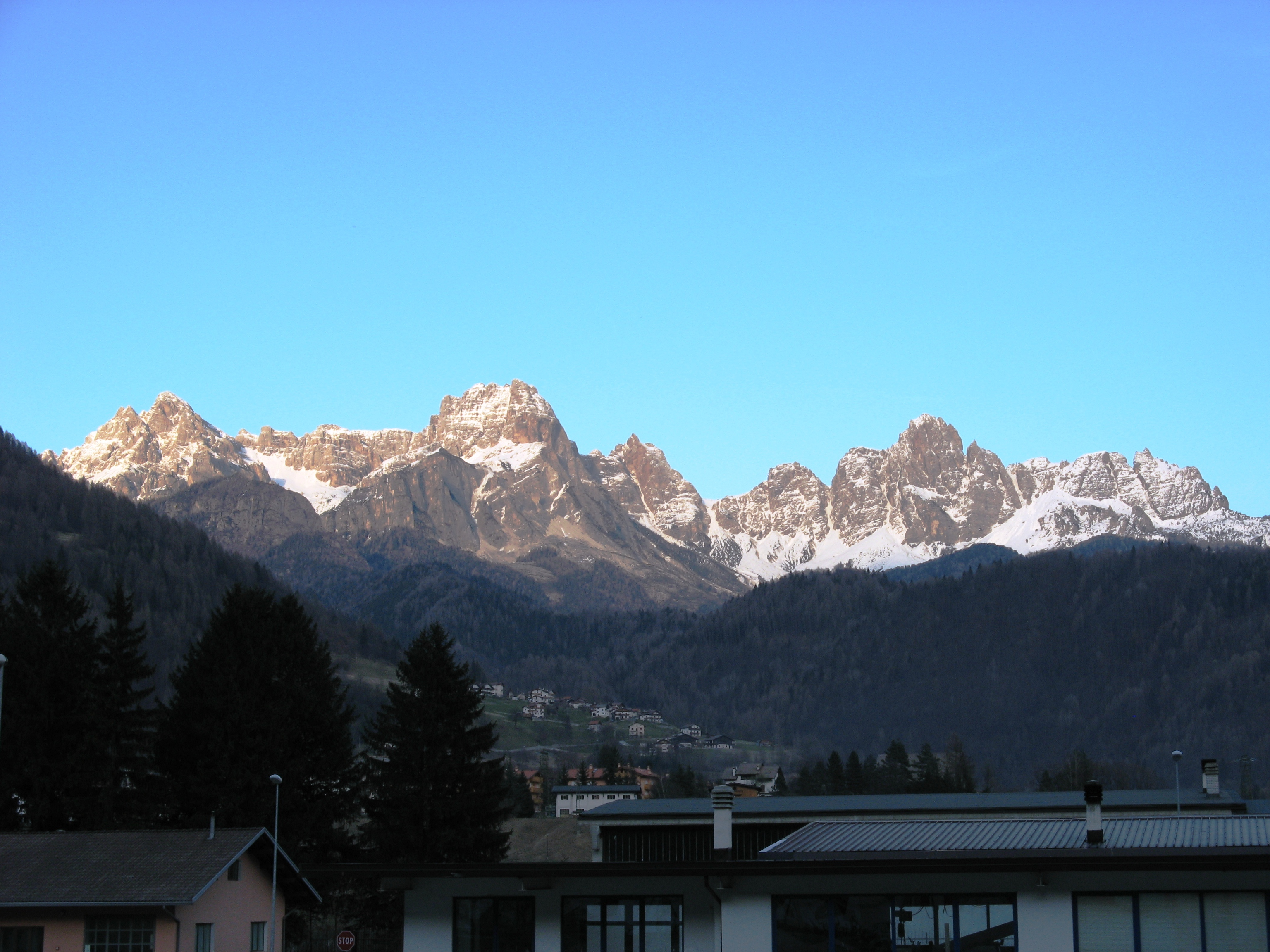
Catena di San Sebastiano

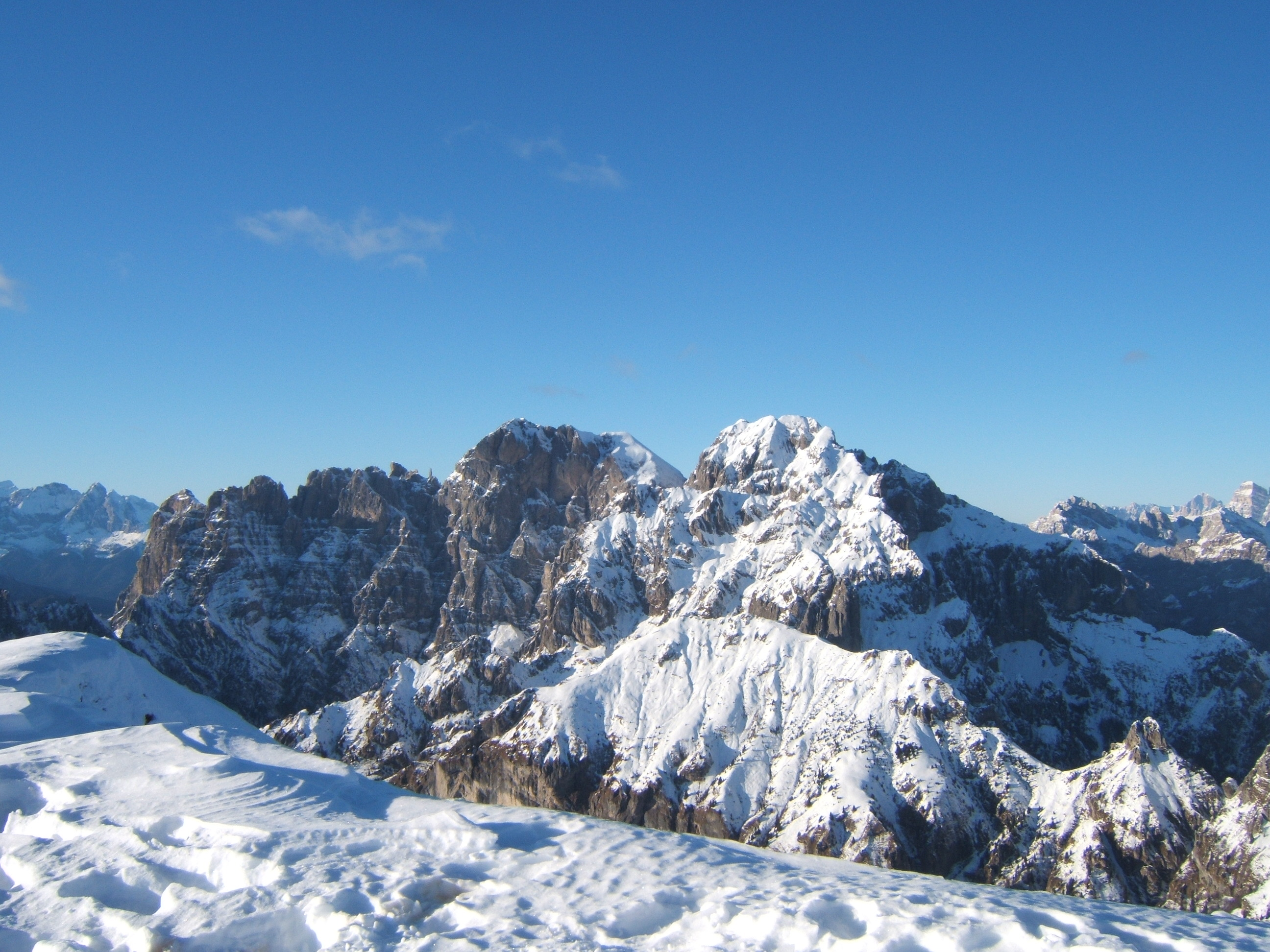
Gruppo dello Schiara

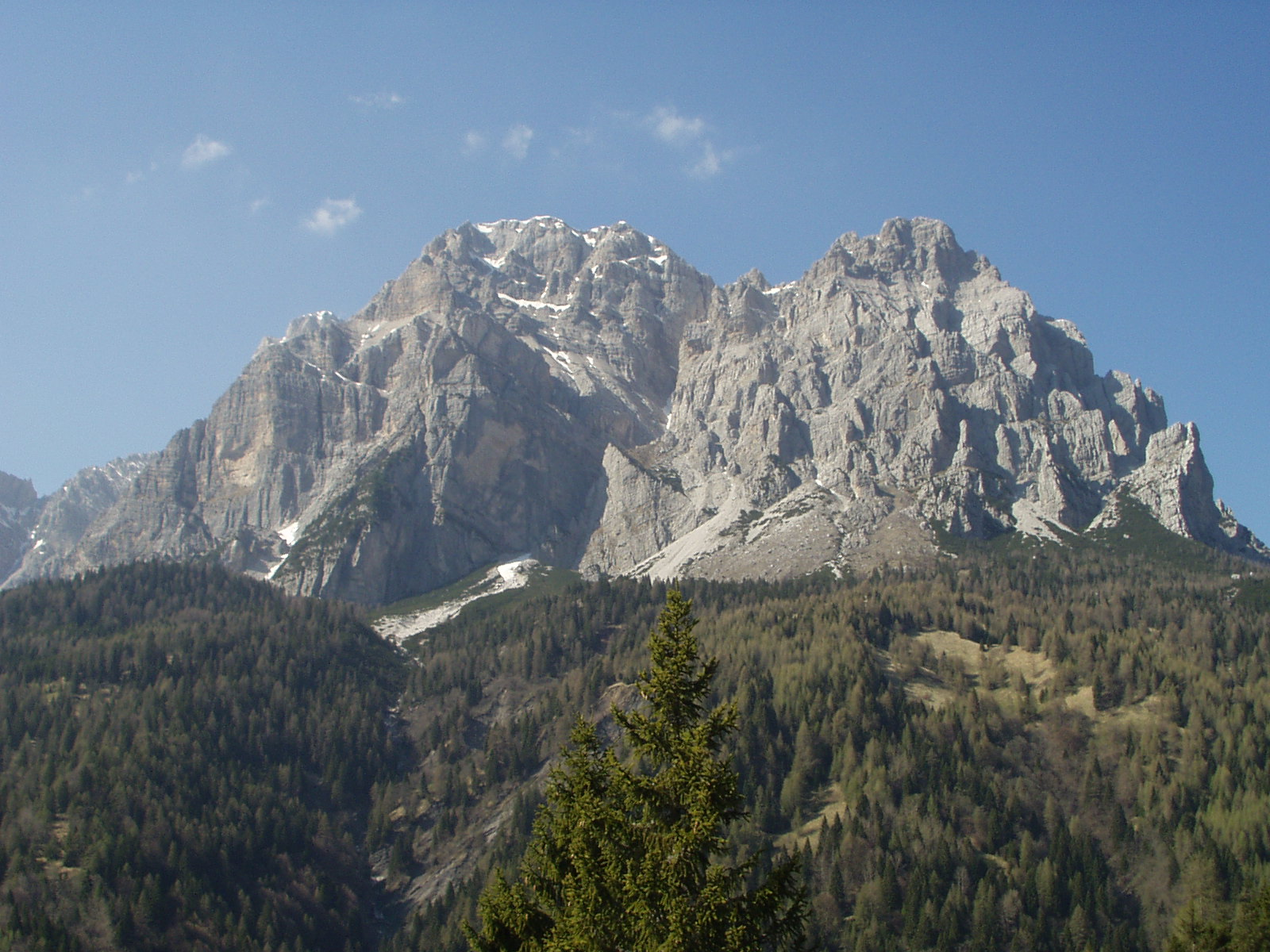
Moiazza

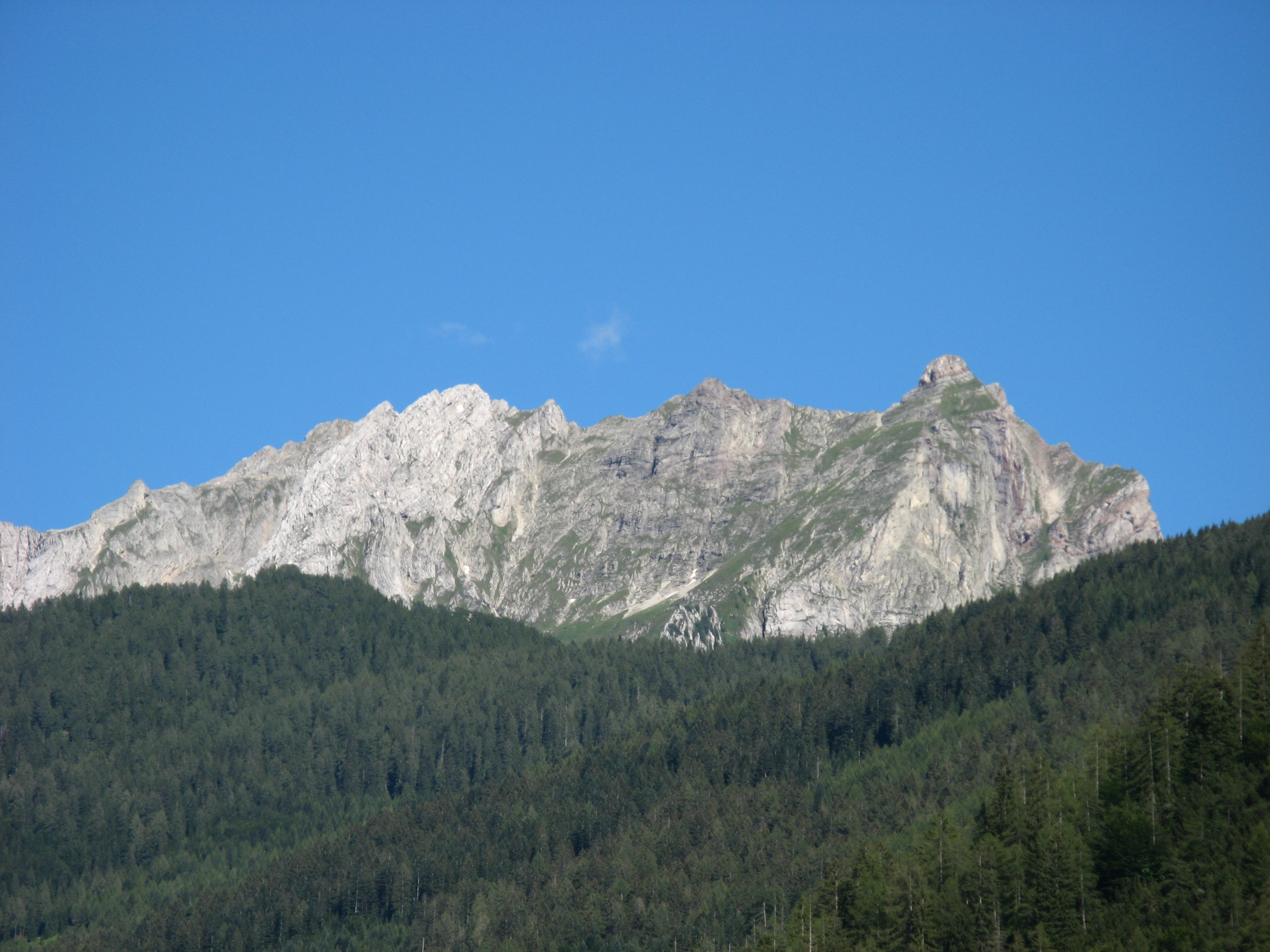
Monte Talvena

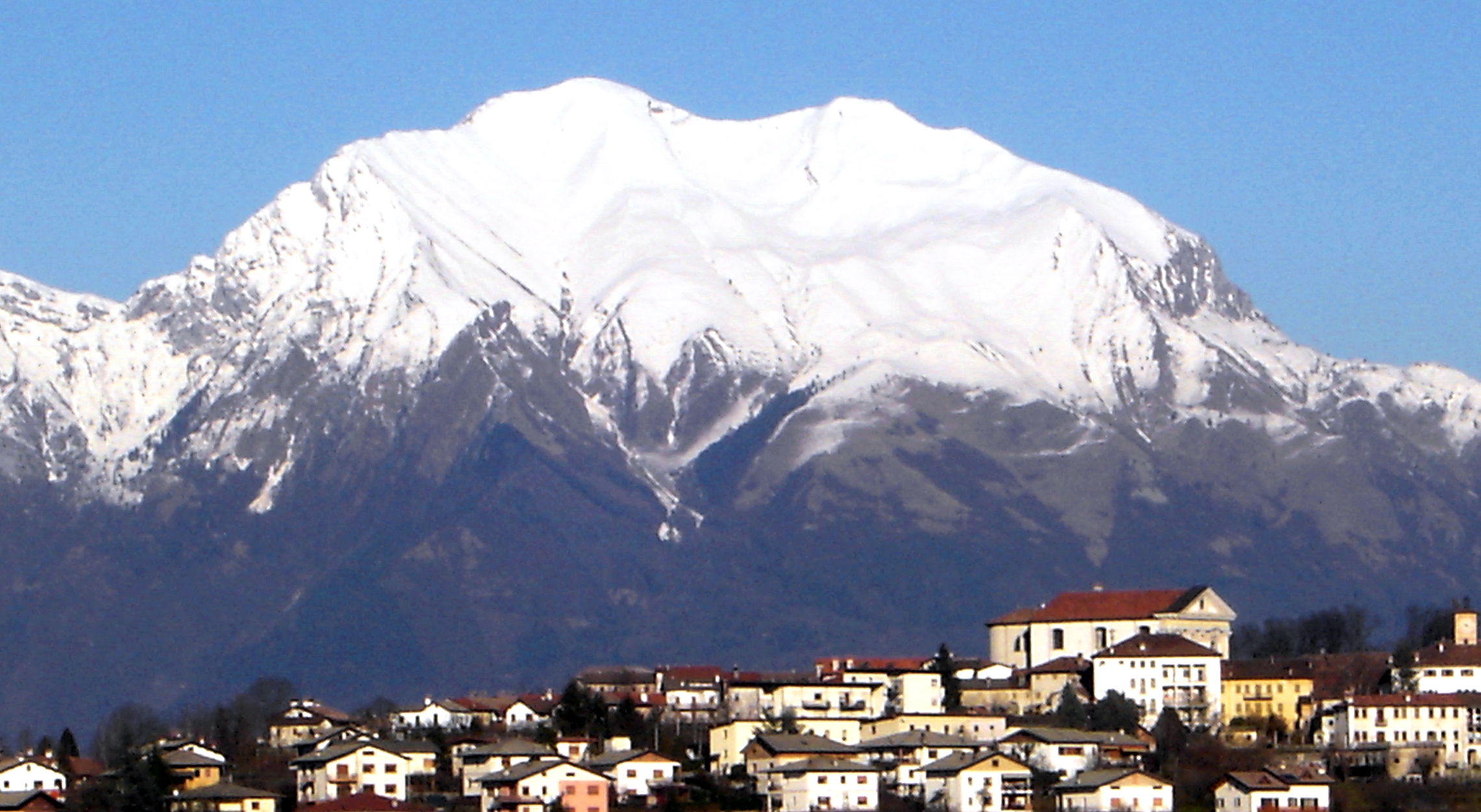
Monte Serva

- a nord con le Dolomiti di Sesto, di Braies e d'Ampezzo (nella stessa sezione alpina), separate dalla Forcella Forada;
- ad est con le Prealpi Carniche (nelle Alpi Carniche e della Gail), separate dal corso del fiume Piave;
- a sud-est con le Prealpi Bellunesi (nelle Prealpi Venete), separate dal corso del fiume Piave;

- a sud-ovest con le Dolomiti di Feltre e delle Pale di San Martino (nella stessa sezione alpina), separate dal corso del fiume Cordevole;
- a nord-ovest con le Dolomiti di Gardena e di Fassa (nella stessa sezione alpina), separate dal Cordevole.

Ruotando in senso orario i limiti geografici sono: Forcella Forada, torrente Boite, fiume Piave, fiume Cordevole, Val Fiorentina, Forcella Forada.

## Classificazione
La SOIUSA definisce le Dolomiti di Zoldo come una sottosezione alpina con la seguente classificazione:
- Grande parte = Alpi Orientali
- Grande settore = Alpi Sud-orientali
- Sezione = Dolomiti
- Sottosezione = Dolomiti di Zoldo
- Codice = II/C-31.II

## Suddivisione
Si suddividono in due supergruppi e sette gruppi (tra parentesi sono indicati i codici SOIUSA dei supergruppi, gruppi e sottogruppi):
- Dolomiti Settentrionali di Zoldo (A)
  - Gruppo del Pelmo i.s.a. (A.1)
    - Gruppo del Pelmo in senso stretto (A.1.a)
      - Dorsale cime di Val d'Arcia-Crode di Forcla Rossa (A.1.a/a)
      - Massiccio del Pelmo (A.1.a/b)
      - Massiccio del Pelmetto (A.1.a/c)
      - Dorsale Saas de Formedal-Punta (A.1.a/d)

    - Catena Penna-Col dur-Col alto (A.1.b)
      - Dorsale Penna-Serla (A.1.b/a)
      - Dorsale Col Dur-Col Alto (A.1.b/b)

  - Gruppo del Bosconero (A.2)
    - Sottogruppo Sfornioi-Sassolungo di Cibiana (A.2.a)
      - Dorsale Pala Anziana-Spiz de San Pietro (A.2.a/a)
      - Nodo degli Sfornioi (A.2.a/b)
      - Dorsale del Sassolungo di Cibiana (A.2.a/c)

    - Sottogruppo Bosconero-Rocchette (A.2.b)
      - Nodo del Sasso di Bosconero (A.2.b)
      - Nodo del Sasso di Toanella (A.2.b)
      - Dorsale delle Rocchette del Bosconero (A.2.b)
      - Dorsale delle Rocchette de la Serra (A.2.b)

  - Gruppo del Civetta (A.3)
    - Dorsale Pan di Zucchero-Coldai (A.3.a)
    - Dorsale del Civetta (A.3.b)
    - Dorsale Zuiton-Spitz de Zuel (A.3.c)
    - Dorsale dei Cantoni (A.3.d)
    - Dorsale De Gasperi-Col Bean (A.3.e)
    - Dorsale di Pelsa (A.3.f)

  - Gruppo della Moiazza (A.4)
    - Dorsale Sasse-Moiazzetta (A.4.a)
    - Dorsale delle Moiazze (A.4.b)
    - Dorsale delle Nevere (A.4.c)
- Dolomiti Meridionali di Zoldo (B)
  - Gruppo San Sebastiano-Tamer (B.5)
    - Crode di San Sebastiano (B.5.a)
    - Crode di Tamer e Gardesana (B.5.b)
    - Crode di Moschesin (B.5.c)
    - Massiccio dello Zelo (B.5.d)

  - Gruppo Mezzodì-Pramper (B.6)
    - Sottogruppo delle Crode di Pramper (B.6.a)
    - Sottogruppo dello Spitz di Mezzodì (B.6.b)

  - Gruppo della Schiara (B.7)
    - Catena Talvena-Zità (B.7.a)
      - Complesso Cime de Zità-Bachet (B.7.a/a)
      - Massiccio della Talvena (B.7.a/b)

    - Catena Schiara-Pelf (B.7.b)
      - Dorsale del Pelf (B.7.b/a)
      - Dorsale della Schiara (B.7.b/b)
      - Dorsale del Coro (B.7.b/c)

    - Catena Tiron-Pala Alta-Serva (B.7.c)
      - Dorsale del Tiron (B.7.c/a)
      - Dorsale della Pala Alta (B.7.c/b)
      - Dorsale di Serva (B.7.c/c)

Le Dolomiti Settentrionali di Zoldo sono divise dalle Dolomiti Meridionali di Zoldo dalla Val di Zoldo e dal Passo Duran.

## Vette principali
I monti principali sono:
- Monte Civetta - 3.220 m
- Pelmo - 3.168 m
- Pelmetto - 2.990 m
- Moiazza Sud - 2.878 m
- Cima delle Sasse - 2.878 m
- Monte Schiara - 2.565 m
- Tamer Piccolo - 2.550 m
- Monte Talvena - 2.542 m
- Monte Pelf - 2.502 m
- Sasso di Bosconero - 2.468 m
- Sasso di Toanella - 2.430 m
- Sassolungo di Cibiana - 2.413 m
- Cima Prampèr - 2.409 m
- Monte Serva - 2.133 m
- Monte Terne - 1.794 m